# Heazlewoodite
L'heazlewoodite est un minéral rare, un sulfure de nickel pauvre en soufre, de formule Ni3S2, trouvée dans la dunite serpentinitisée. Elle se trouve sous forme de disséminations et de masses de cristaux métalliques opaques, de couleur bronze clair à jaune laiton, qui cristallisent dans le système trigonal. Elle a une dureté de 4 et une densité de 5,82. L'heazlewoodite fut décrite pour la première fois en 1896 à Heazlewood, Tasmanie, Australie.

## Paragenèse
L'heazlewoodite s'est formée au sein des roches terrestres par métamorphisme de la péridotite et de la dunite via un processus de nucléation. L'heazlewoodite est le moins riche en soufre des minéraux de sulfure de nickel et se forme seulement par exsolution orphique du soufre à partir de la maille cristalline de l'olivine métamorphique.
On pense que l'heazlewoodite se forme à partir du soufre et du nickel qui existent dans l'olivine vierge en quantités trace, et qui sont expulsés de l'olivine lors des processus métamorphiques. L'olivine magmatique contient généralement jusqu'à ~4000 ppm de Ni et jusqu'à 2500 ppm de S au sein de la maille cristalline, en tant que contaminants et en substitution d'autres métaux de transition ayant des rayons ioniques similaires (Fe2+ et Mg2+).
Durant le métamorphisme, le soufre et le nickel au sein de la maille d'olivine sont reconstitués en minéraux sulfures métamorphiques, principalement la millérite, durant la serpentinisation et l'altération en talc-carbonates (en).
Lorsque l'olivine métamorphique est formée, la propension que ce minéral a à résorber le soufre, et pour le soufre à être extrait via la perte concomitante de volatils provenant de la serpentinite, tendent à abaisser la fugacité du soufre.
Dans cet environnement, la minéralogie du sulfure de nickel conduit à la formation du minéral à plus faible teneur en soufre, qui est l'heazlewoodite.

## Occurrence
L'heazlewoodite est connue dans quelques intrusions ultramafiques au sein des roches terrestres. Le complexe intrusif ultramafique Honeymoon Well, en Australie-Occidentale est connu pour contenir des assemblages de sulfure heazlewoodite-millérite au sein de l'olivine serpentinisée accumulée dans la dunite, formé par le processus métamorphique.
Le minéral est également signalé, de nouveau en association avec la millérite, dans les roches ultramafiques de Nouvelle-Calédonie.
Ce minéral a été trouvé dans des météorites, dont les ferreuses et les chondrites carbonées CV.